# Girolamo Frosini
Girolamo Frosini detto Brucia (Siena, 16 marzo 1687 – ...) è stato un fantino italiano, vincitore del Palio di Siena nel 1704.
Non esiste fra gli storici una documentazione completa sulla vita di "Brucia". Si sa comunque che vinse il Palio di Siena del 2 luglio 1704, corso con i colori del Valdimontone sul cavallo Leprino. Come riportato dalle cronache dell'epoca: "Vinse senza contrasto il Valdimontone, correndovi il fantino soprannominato Brucia, il quale partito primo dal canape, sempre si mantenne tale per tutta la corsa. I Montonaioli fecero grandi feste per le strade del loro rione.".